# Dødschaufføren
Dødschaufføren (originaltitel California Straight Ahead) er en amerikansk stumfilm fra 1925 instrueret af Harry A. Pollard.

## Medvirkende
- Reginald Denny som Tom Hayden
- Gertrude Olmstead som Betty Browne
- Tom Wilson som Sambo
- Charles K. Gerrard som Creighton Deane
- Lucille Ward som Mrs. Browne
- John Steppling som Jeffrey Browne
- Fred Esmelton som Mr. Hayden